# Duldungsreflex
Als Duldungsreflex oder Duldungsphase (teils auch Duldungsstarre) wird bei weiblichen Säugetieren die Phase der Brunft (auch „Brunst“ oder je nach Tierart „Rosse“, „Rausche“, „Rolligkeit“, „Läufigkeit“, „Stieren“) bezeichnet, in der das Tier die Belegung (Begattung) durch ein männliches Tier duldet. Sie wird auch als „Stehzeit“ bezeichnet, da die Tiere in einer für die Penetration günstigen Stellung verharren und das Aufspringen des Partners zulassen (Sägebockstellung, Drehen der Ohren nach hinten, Halten des Schweifes zur Seite, Präsentieren der Vulva), bis der Deckakt vollzogen ist. Hier spielen Wirbeltierpheromone und das Jacobsonsche Organ (Vomeronasales Organ) eine entscheidende Rolle. 
Um die Duldungsphase feststellen zu können, wird häufig ein Probierhengst, -stier oder -eber bzw. ein Suchbock verwendet. Auch bei Wallachen reagieren viele Stuten mit der dementsprechenden Haltung. Bei Katzen und Hündinnen reicht in der Regel die Anwesenheit eines männlichen Tieres, um die Duldungsbereitschaft zu testen. Bei Sauen kann über Flankengriff, Stütz- und Reitprobe die Duldungsbereitschaft ermittelt werden. Für die Belegung ist die Beobachtung der Duldungsphase wichtig, da in diesem Zeitraum der Eisprung (Ovulation) erfolgt.
Zeitpunkt:
- beim Hund letztes Drittel der Läufigkeit, wenn der Ausfluss deutlich abnimmt
- beim Pferd ein Tag vor dem Ende der Rosseerscheinungen
- beim Rind ein Tag nach dem Ende der Brunsterscheinungen

Im übertragenen Sinne wird der Begriff der Duldungsstarre häufig als eine Metapher für ein menschliches Verhalten verwendet, bei dem in einer unangenehmen Situation passiv auf Veränderungen gewartet wird.